# Итаокара
Итаокара (порт. Itaocara) — муниципалитет в Бразилии, входит в штат Рио-де-Жанейро. Составная часть мезорегиона Северо-запад штата Рио-де-Жанейро. Входит в экономико-статистический микрорегион Санту-Антониу-ди-Падуа. Население составляет 23 055 человек на 2006 год. Занимает площадь 428,440 км². Плотность населения — 53,8 чел./км².
Праздник города — 28 октября.

## История
Город основан 28 октября 1890 года.

## Статистика
- Валовой внутренний продукт на 2003 год составляет 120 864 351,00 реалов (данные: Бразильский институт географии и статистики).
- Валовой внутренний продукт на душу населения на 2003 год составляет 5247,90 реалов (данные: Бразильский институт географии и статистики).
- Индекс развития человеческого потенциала на 2000 год составляет 0,771 (данные: Программа развития ООН).

## География
Климат местности: тропический. В соответствии с классификацией Кёппена, климат относится к категории Aw.